# Хангалов Матвій Миколайович

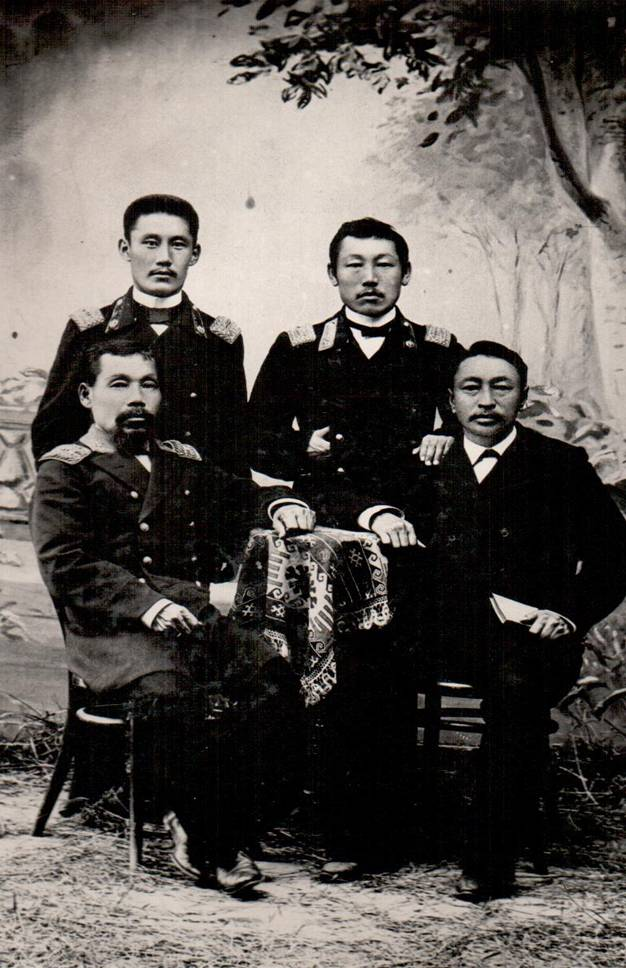
Матвій Хангалов (крайній справа) з вчителями Іркутська, 1885

Хангалов Матвій Миколайович (16 вересня 1858 — 17 лютого 1918) — бурятський етнограф і фольклорист.

## Біографія
Народився 1858 року в булагатському улусі Закулей Унгінського відомства Балаганського повіту Іркутської губернії (нині село в Нукутському районі Іркутської області). З 1866 по 1869 рік навчався в початкових класах Балаганського інородського училища. У 1871 році вступив в Іркутську губернську гімназію. Не завершивши освіти в гімназії, в 1873 році вступив до вчительської семінарії, а у вересні того ж року був хрещений і названий Матвієм.
Після закінчення семінарії у червні 1876 року Хангалов отримав звання вчителя початкової освіти і призначений викладачем в Кудинське інородське парафіяльне училище. Це був перший в Іркутській губернії випуск народних вчителів.
Під час навчання в семінарії написав працю «Обряд тілоомивання у шаманів». Твір отримав високу оцінку управителя Східносибірського відділення Російського географічного товариства (РГТ) М. М. Агапітова, який викладав педагогіку в семінарії. У 1881 році Хангалов й Агапітов організують експедицію для вивчення шаманства у прибайкальських, кудинських і балаганських бурятів. Матеріали експедиції були видані в «Известиях ВСОРГО» під назвою «Матеріали для вивчення шаманства Сибіру. Шаманство у бурятів Іркутської губернії». Працю отримала малу золоту медаль РГТ.
У 1883 році Хангалов залишає посаду вчителя. У 1888 році за рекомендацією Григорія Потаніна й Миколи Агапітова обирається дійсним членом РГТ. Вивчає матеріальну і духовну культуру, юридичні звичаї, сімейний побут, суспільний лад, шаманство і фольклор бурятів, досліджує археологічні пам'ятки етнічної Бурятії.
З 1889 по 1903 рік Хангалов видав три збірки бурятського фольклору. Видання готував Григорій Потанін.
У 1895 році був засуджений Іркутським губернським судом на 8 місяців тюремного ув'язнення у справі 1884 року.[якої?]
З 1902 року працює завідувачем і вчителем Більчирського парафіяльного училища.
У 1902 році брав участь у прийомі і проведенні експедиції французького академіка етнографа Поля Лаббе. Хангалов і Лаббе спільно вивчали шаманство унгінських бурятів. У 1903 році отримав від Міністерства народної просвіти і мистецтв Франції диплом про присвоєння йому звання лауреата Французької академії.
У 1907 році за участю Дмитрія Клеменца Хангалов встановлює зв'язки з Російським музеєм у Санкт-Петербурзі. Музей субсидує польові роботи, купує колекції. У 1908 році за допомогою музею Хангалов зміг попрацювати в Балаганському повіті, Нельхайському, Унгінському, Куйтунському, Аларському і Нигдінському відомствах. У 1908 році брав участь у підготовці з'їзду бурятських вчителів. Значну частину своїх польових матеріалів Хангалов передав в етнографічний відділ Російського музею. Наукова діяльність доходів не приносила і Хангалов намагався зайняти місце сидільця в державній винній крамниці в Іркутську.
У 1913 році брав участь в організації бурятського етнографічного вечора в Іркутську, складанні і редагуванні бурятсько-російської букваря. Влітку 1917 року у відрядженні від Східносибірського відділення РГТ провів експедиції з вивчення шаманства в Цугольській і Шулундинській волостях Читинського повіту Забайкальської області і в Ангінській та Лєнській волостях Верхолєнского повіту Іркутської губернії. Продовжував викладати в школі, науковою діяльністю займався ночами.
Помер 17 лютого 1918 року в улусі Більчир, нині Осинського району Усть-Ординського Бурятського округу Іркутської області.

## Вшанування

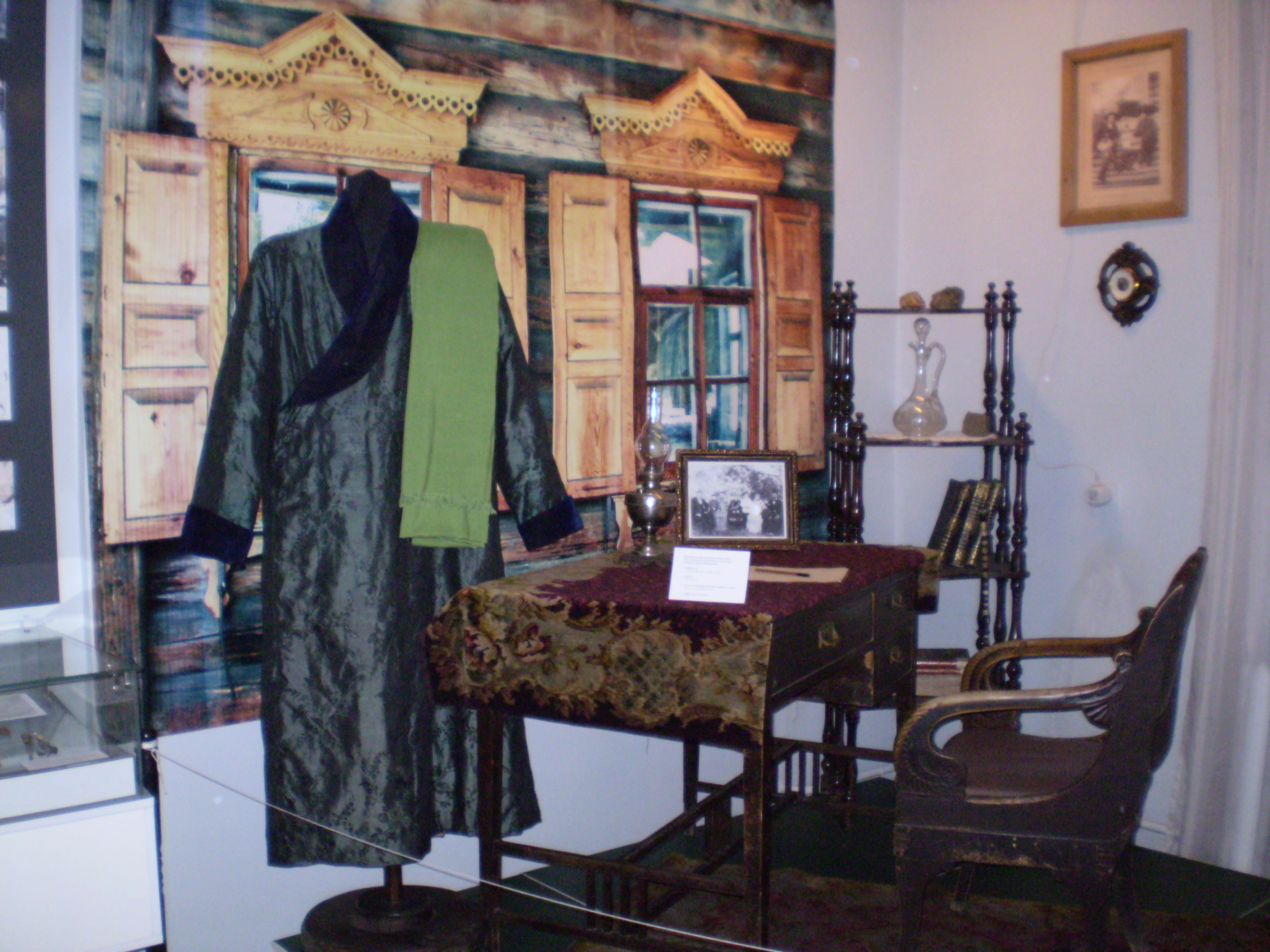
Особисті речі Матвія Хангалова в Музеї історії Бурятії

Роботи і колекції Хангалова зберігаються в державному Російському етнографічному музеї, архіві Інституту сходознавства РАН, Іркутському краєзнавчому музеї, Музеї історії Бурятії.
До 100-річчя з дня народження і 40-річчя з дня смерті Хангалова БКНДІ СВ АН СРСР видавав праці вченого у трьох томах. До 150-річчя з дня народження вченого тритомник був перевиданий.
- Музей історії Бурятії в місті Улан-Уде носить ім'я Матвія Хангалова.
- Усть-Ординська національна бібліотека з 1958 року носить ім'я Матвія Хангалова.
- Будинок-музей імені Матвія Хангалова в селі Більчир, Осинський район Усть-Ординського Бурятського округу.

## Основні праці
- Балаганский сборник: сказки, поверья и некоторые обряды у северных бурят // Труды ВСОРГО. — Томск, 1903. — Т. 5.
- Бурятские сказки и поверья, собранные Н. М. Хангаловым, О. Н. Затопляевым и другими // Записки ВСОРГО по отделению этнографии. — Иркутск: Тип. К. И. Витковской, 1889. — Т. 1, вып. 1.
- Великий Гэсэр: бурятское сказание: вариант улигершина Пехона Петрова / поэт. пер. А. Преловского. — М.: Акад. поэзии. Моск. писатель, 1999.
- Девять священных бубнов: поэзия бурят. шаманства / пер. А. Преловского. — М.: Моск. парнас, 1999.
- Предания и поверья унгинских бурят: шаманские поверья инородцев Восточной Сибири. // Записки ВСОРГО по этнографии. — Иркутск: Тип. К. И. Витковской, 1890. — Т. 2, вып. 2.
- Сказание бурят, записанное разными собирателями // Записки ВСОРГО по этнографии. — Иркутск: Тип. К. И. Витковской, 1890. — Т. 1, вып. 2.
- Собрание сочинений: в 3 т. / Сиб. отд-ние АН СССР. Бурят. комплекс. науч.-исслед. ин-т; под ред. Г. Н. Румянцева. — Улан-Удэ: Бурят. кн. изд-во, 1958—1959.
- Юридические обычаи бурят // Этногр. обозрение. — 1894. − № 2.